# Diviacka Nová Ves
Diviacka Nová Ves és un poble i municipi d'Eslovàquia que es troba a la regió de Trenčín. La primera menció escrita de la vila es remunta al 1270.

## Demografia
| Godina             | 1994 | 2004   | 2014 | 2024   |
| ------------------ | ---- | ------ | ---- | ------ |
| Nombre de persones | 1730 | 1754   | 1754 | 1760   |
| Diferència         |      | +1,38% | +0%  | +0,34% |

| Godina             | 2023 | 2024   |
| ------------------ | ---- | ------ |
| Nombre de persones | 1761 | 1760   |
| Diferència         |      | −0,05% |